# Za hribom
Za hribom je slovenska humoristična serija, ki je na voljo na platformi Voyo od 18. novembra 2021.  Vrti se okoli vaščanov dolenjske vasice. Serija idejno sledi slovaški produkciji serije Horná Dolná, ki se je začela prevajati na slovaški TV Markiza v letu 2015.

## Liki
| Igralec                | Vloga              | Opis lika                                  | Čas igranja (sezone) |
| ---------------------- | ------------------ | ------------------------------------------ | -------------------- |
| Jernej Kuntner         | Karel Zabašnik     | župan vasice Za hribom in strasten ribič   | 1-5                  |
| Karin Komljanec        | Erika Sodič        | ambiciozna podžupanja vasice Za hribom     | 1-5                  |
| Robert Korošec         | Jurij Babič - Đuro | nogometni trener, priljubljen med ženskami | 1-5                  |
| Tina Potočnik Vrhovnik | Tereza Zalar       | vodja manjše vaške gostilne                | 1-5                  |
| Rok Kunaver            | Bine Kočar         | župnik                                     | 1-5                  |
| Ivo Ban                | Albin Kočar        | veterinar, Binetov oče                     | 1-5                  |
| Franci Kek             | Stanko Kavka       | policist                                   | 1-5                  |
| Barbara Vidovič        | Zdenka Hojc        | županova sestra                            | 1-5                  |
| Gašper Markun          | Lado Hojc          | županov nečak                              | 1-5                  |
|                        |                    |                                            |                      |